# سانت كبير نجر
سانت كبير نجر رمزها «SK» (بالإنجليزية: Sant  Kabir  Nagar)‏ ، هو تقسيم إداري لدولة الهند تتبع ولاية أتر برديش (بالإنجليزية: Uttar  Pradesh)‏ ، مركزها هو مدينة خليل أباد (بالإنجليزية: Khalilabad)‏ عدد سكانها حسب تعداد سنة 2001 هو 1,424,500 ، مساحتها 1,442 كم² وكثافة السكان 988 لكل كم² .